# Tommaso Landolfi

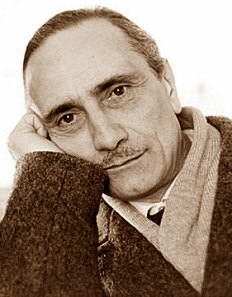
Tommaso Landolfi

Tommaso Landolfi (* 9. August 1908 in Pico Farnese; † 8. Juli 1979 in Ronciglione bei Rom) war ein italienischer Schriftsteller.

## Leben
Einer adligen Familie entstammend, verbrachte Tommaso Landolfi seine Kindheit und Jugend abwechselnd in Pico Farnese, Rom und Florenz, wo er 1932 seinen Universitätsabschluss mit einer Arbeit über die russische Schriftstellerin Anna Achmatowa erlangte. Seine profunde Kenntnis der russischen, französischen und deutschen Literatur schlug sich in einer äußerst produktiven Übersetzertätigkeit nieder, die Landolfi zeit seines Lebens aufrechterhalten hat.
In Florenz, wo er sich den Intellektuellen im berühmten Literatencafé „Le Giubbe Rosse“ anschloss, arbeitete er für mehrere literarische Zeitschriften (unter anderen Letteratura und Campo di Marte), bevor 1937 seine erste Erzählsammlung unter dem Titel Dialogo dei massimi sistemi erschien. Es folgten weitere Erzählbände (Il mar delle blatte e altre storie, 1939; La spada, 1942) und Romane (La pietra lunare. Scene della vita di provincia, 1939; Le due zittelle, 1946), in denen stets das Fantastische und Groteske im Zentrum des Erzählens steht. Diese Spannung wird charakteristisch für Landolfis Werk bleiben und den Autor in der Literaturkritik – wohl nicht ganz zu Recht – in eine Reihe von Erzählern einordnen, die einen möglichen „italienischen Surrealismus“ begründet haben (Buzzati, Savinio, Delfini).
Tommaso Landolfi zählt zu den wohl bedeutendsten und originellsten italienischen Autoren des 20. Jahrhunderts, obgleich er mit seinem Werk keine große Popularität erlangte.
1996 wurde von Landolfis Tochter das „Centro Studi Landolfiani“ ins Leben gerufen.

## Werke
- Dialogo dei massimi sistemi, 1937.
- La pietra lunare, 1939.
- Il Mar delle blatte e altre storie, 1939.
- La spada, 1942.
- Il principe infelice, 1943.
- Le due zittelle, 1946.
- Racconto d’autunno, 1947.
- Cancroregina, 1950.
- La bière du pêcheur, 1953.
- Ombre, 1954.
- La raganella d’oro, 1954.
- Ottavio di Saint-Vincent, 1958.
- Mezzacoda, 1958.
- Landolfo VI di Benevento, 1959.
- Se non la realtà, 1960.
- Racconti, 1961.
- In società, 1962.
- Rien va, 1963.
- Scene della vita di Cagliostro, 1963.
- Tre racconti, 1964.
- Un amore del nostro tempo, 1965.
- Racconti impossibili, 1966.
- Des mois, 1967.
- Colloqui, 1967.
- Un paniere di chiocciole, 1968.
- Filastrocche, 1968.
- Faust ’67, 1969.
- Breve canzoniere, 1971.
- Gogol a Roma, 1971.
- Viola di morte, 1972.
- Le labrene, 1974.
- A caso, 1975.
- Il tradimento, 1977.
- Del meno, 1978.

### In deutscher Übersetzung
- Erzählungen, übersetzt von Charlotte Jenny. Suhrkamp, Frankfurt am Main 1966.
- Unmögliche Geschichten, übersetzt von E. A. Nicklas und Christine Wolter, Nachwort Christine Wolter, Rütten & Loening, Berlin, 1969
- Cancroregina. Die Krebskönigin oder Eine seltsame Reise zum Mond. Erzählung, mit einem Nachwort von Vincenzo Orlando, übersetzt von Ulrich Hartmann. Freiburg, Beck 1986. ISBN 3-924175-25-X
- Erzählungen, ausgewählt von Italo Calvino
  - Band 1: Nachtschatten, übersetzt von Heinz Riedt. Rowohlt, Reinbek 1987.
  - Band 2: Mailand gibt es nicht, 1989.
- Der Mondstein, übersetzt von Barbara Villiger Heilig, Freiburg, Beck, 1989.
- Herbst-Erzählung, übersetzt von Heinz Riedt. Rowohlt, Reinbek 1990
- La bière du pêcheur. Das Bier des Fischers oder die Bahre des Sünders, übersetzt von Heinz Riedt. Rowohlt, Reinbek 1994.
- Zwei späte Jungfern, übersetzt von Heinz Riedt. Reinbek, Rowohlt, 1996.
- Rien va, übersetzt von Ragni Maria Gschwendt. Reinbek, Rowohlt 1999.